# San Francisco de Campeche, Campeche
San Francisco de Campeche, de multe ori doar San Francisco sau chiar Campeche, este capitala statului Campeche din Mexic. 
1. ↑  Institutul național de statistică, geografie și informatică
2. ↑   http://www.inafed.gob.mx/work/enciclopedia/EMM04campeche/municipios/04002a.html Lipsește sau este vid: |title= (ajutor)
3. ↑  Institutul național de statistică, geografie și informatică
4. ↑   https://micodigopostal.org/campeche/campeche/ Lipsește sau este vid: |title= (ajutor)